# Piatnitzkysaurus
Piatnitzkysaurus var ett släkte med köttätande dinosaurier som man tror levde i Argentina under mellersta jura för omkring 165 - 159 miljoner år sedan. Släktet namngavs av José F Bonaparte 1979. Släktet är känt från flera fossil, varav ett komplett.

## Beskrivning
En Piatnitzkysaurus kunde bli omkring 4,2 meter lång från nos till svans. Det var en typisk köttätande dinosaurie som gick på bakbenen, och hade kortare framben med tre fingrar var. Kroppen balanserades av den långa svansen för att väga upp skallen. Piatnitzkysaurus skalle är mycket lik den hos carnosaurien Allosaurus, och har ett par horn över ögonen. Piatnitzkysaurus hals var ganska kort.

## Taxonomi
Paleontologer är överens om att Piatnitzkysaurus är en theropod tillhörande Tetanurerna. Det råder dock delade meningar om vilken familj den tillhör. Några forskare vill klassa den till Allosauroidea, och anser den vara släkt med köttätare som Allosaurus. Andra klassar den som en megalosauridae, och släkt med Megalosaurus och Torvosaurus.